# Maya (EP)
Maya es el primer extended play de la banda mexicana Camilo Séptimo. Se lanzó al mercado musical el 26 de octubre de 2014 en formato físico, vinilo y digital en México. Fue escrito por los tres miembros de la banda —Manuel, Jonathan y Erik—, y distribuido a través de Warner Chappell Music. El título Maya, se inspira en la estrella Maia de las Pléyades, que en distintas culturas se asocia con figuras mitológicas vinculadas a la vida.
El miniálbum se compone de cinco canciones originales, del cual se extrajeron dos sencillos; «Portales» y «No confíes en mí». La producción estuvo a cargo de ellos mismos. Se trató del material discográfico que los llevó a saltar a la fama, sobre todo con su sencillo «No confíes en mí», que logró obtener buenas críticas y alcanzar más de 46 millones de reproducciones en Spotify.

## Antecedentes
En 2014, lanzaron su primer extended play en Casa del Lago, ante más de 400 asistentes. El éxito de este evento les permitió participar en el Vive Latino en 2015, tan solo 2 años después de su debut. En 2016, anunciaron el Tour Neón, que incluyó 38 presentaciones en diversas ciudades de México. Durante esta gira, lograron llenar importantes espacios de la música independiente, como el Teatro de la Ciudad Esperanza Iris, el Centro Cultural España y el Lunario del Auditorio Nacional.

## Recepción
En el sitio web Rate Your Music recibió una puntuación de 2.91 sobre 5 estrellas.

## Lista de canciones
| N.º   | Título             | Escritor(es)             | Duración |  |
| 1.    | «Maya»             | Manuel · Jonathan · Erik | 4:39     |  |
| 2.    | «Resplandor»       | Manuel · Jonathan · Erik | 4:01     |  |
| 3.    | «No confíes en mí» | Manuel · Jonathan · Erik | 4:10     |  |
| 4.    | «Te veo en el 27»  | Manuel · Jonathan · Erik | 3:48     |  |
| 5.    | «Portales»         | Manuel · Jonathan · Erik | 3:49     |  |
| 20:27 |                    |                          |          |  |

## Historial de lanzamiento
| País   | Fecha                 | Formato(s)            | Sello                 | Ref.  |
| ------ | --------------------- | --------------------- | --------------------- | ----- |
| México | 26 de octubre de 2014 | CD + Descarga digital | Warner Chappell Music | [ 8 ] |